# Parmenión (építész)
Parmenión (görögül: Παρμενίων; i. e. 3. század) görög építész.
Nagy Sándor uralkodása alatt élt, a király szolgálatában részt vett Alexandria építésében, állítólag a Szerapeum tervezése és felépítése köthető hozzá. 